# La Zapilla
La Zapilla är en ort i Mexiko.   Den ligger i kommunen Jamapa och delstaten Veracruz, i den sydöstra delen av landet, 300 km öster om huvudstaden Mexico City. La Zapilla ligger 23 meter över havet och antalet invånare är 174.
Terrängen runt La Zapilla är platt, och sluttar österut. Runt La Zapilla är det ganska glesbefolkat, med 39 invånare per kvadratkilometer. Närmaste större samhälle är Las Amapolas, 18,1 km nordost om La Zapilla. Omgivningarna runt La Zapilla är en mosaik av jordbruksmark och naturlig växtlighet.